# 広島県道80号東広島向原線
広島県道80号東広島向原線（ひろしまけんどう80ごう ひがしひろしまむかいはらせん）は、広島県東広島市から安芸高田市に至る県道（主要地方道）である。

## 概要
広島県東広島市八本松東3丁目と安芸高田市向原町長田を結ぶ。
東広島市志和町内に幅員2mの箇所があり、大型車は通行できず、広島県道33号瀬野川福富本郷線・国道375号を迂回することになる。

### 路線データ
- 起点：東広島市八本松東3丁目（磯松交差点、国道486号交点）
- 終点：安芸高田市向原町長田（広島県道37号広島三次線交点）
- 総延長：
- 実延長：24.299 km[1]
- 異常気象時通行規制区間：東広島市志和町内（うち）（延長：1.6 km）
- 通行困難区間：東広島市福富町上竹仁（かみだけに）・クロボヤ峡入口交差点 - 安芸高田市向原町保垣間
- 認定：1994年（平成6年）4月1日[1]

## 歴史
- 1993年（平成5年）5月11日 - 建設省から、県道内区米満線・県道久芳向原線の一部・県道志和口向原線の一部が東広島向原線として主要地方道に指定される[2]。
- 1994年（平成6年）4月1日 - 広島県告示第406号により認定される。
- 2004年（平成16年）3月1日 - 高田郡の全6町が対等合併して安芸高田市が発足したことに伴い終点の地名表記が変更される（高田郡向原町長田→安芸高田市向原町長田）。
- 2005年（平成17年）2月7日 - 沿線にあった賀茂郡福富町が東広島市に編入される。

## 路線状況
東広島市福富町上竹仁 - 安芸高田市向原町保垣間の通行困難区間はかつては通行不能区間であった。

### 重複区間
- 広島県道350号造賀八本松線（東広島市八本松飯田2丁目・磯松中学校前交差点 - 東広島市八本松町篠・八本松篠交差点）
- 広島県道33号瀬野川福富本郷線（東広島市志和町内 - 東広島市福富町上竹仁）

## 地理

### 通過する自治体
- 東広島市
- 安芸高田市

### 交差する道路
| 交差する道路                              | 市町村名   | 交差する場所               | 交差する場所       |
| ----------------------------------------- | ---------- | -------------------------- | ------------------ |
| 国道486号                                 | 東広島市   | 八本松東3丁目              | 磯松交差点 / 起点  |
| 広島県道329号飯田吉行線未供用             | 東広島市   | 八本松飯田2丁目            |                    |
| 広島県道350号造賀八本松線 重複区間起点    | 東広島市   | 八本松飯田2丁目            | 磯松中学校前交差点 |
| 広島県道350号造賀八本松線 重複区間終点    | 東広島市   | 八本松町篠（ささ）         | 八本松篠交差点     |
| 広島県道33号瀬野川福富本郷線 重複区間起点 | 東広島市   | 志和町内（うち）           |                    |
| 広島県道33号瀬野川福富本郷線 重複区間終点 | 東広島市   | 福富町上竹仁（かみたけに） |                    |
| 広島県道328号志和口向原線                 | 安芸高田市 | 向原町保垣                 |                    |
| 広島県道37号広島三次線                    | 安芸高田市 | 向原町長田                 | 終点               |

### 沿線にある施設など

#### 主要施設
- 磯松工業団地
- 朝日ゴルフクラブ広島コース

#### 名所・旧跡・観光地
- 並滝寺池
- クロボヤ峡